# Eiswerderbrücke
Die Eiswerderbrücke, auch Große Eiswerderbrücke genannt, ist eine stählerne Fachwerk-Bogenbrücke mit mittiger Fahrbahn und Windverband im Berliner Ortsteil Hakenfelde im Bezirk Spandau am Flusskilometer 1,49 über die Havel-Oder-Wasserstraße. Die Brücke steht unter Denkmalschutz und ist in die Liste der Kulturdenkmale in Berlin-Spandau eingetragen.

## Geschichte
Der Eiswerder ist eine Insel in der Havel, nördlich der Spandauer Zitadelle. Die Insel ist durch zwei Straßenbrücken mit dem Ostufer und dem Westufer verbunden. Die Kleine Eiswerderbrücke wurde 1892 errichtet und ermöglicht von östlicher Seite den Zugang zur Insel. Von der anderen Seite konnten die damaligen Rüstungsarbeiter nur mit einer kleinen Fähre die Insel erreichen. Im Jahr 1900 wurde einer Bau der Brücke ausgeschrieben, für ihren Entwurf einer Fachwerk-Bogenbrücke bekam die Brückenbauanstalt J. C. Harkort in Duisburg den Zuschlag. Mit dem Bau wurde im August 1901 begonnen, am 15. Mai 1903 konnte die Brücke fertiggestellt werden. Die Brücke wurde unter der Leitung von Garnison-Bauinspektor Richter und Regierungsbaumeister Neubert errichtet. Sie wurde zum Ende des Zweiten Weltkriegs 1945 durch die deutsche Wehrmacht gesprengt und 1958 wiederaufgebaut. Mit der 1903 fertiggestellten Eiswerderbrücke war der Zugang von Westen, auch im Winter bei vereister Havel jederzeit möglich.